# 苏必利尔 (威斯康星州)
苏必利尔（Superior）位于美国威斯康星州西北部苏必利尔湖畔，是道格拉斯县的县治。